# FC Utrecht
Câu lạc bộ bóng đá Utrecht (phát âm tiếng Hà Lan: [ɛfˈseː ˈytrɛxt]) là một câu lạc bộ bóng đá chuyên nghiệp Hà Lan có trụ sở tại Utrecht. Câu lạc bộ thi đấu ở Eredivisie, giải đấu hàng đầu của bóng đá Hà Lan và chơi các trận đấu trên sân nhà tại sân vận động Galgenwaard.
Câu lạc bộ được thành lập vào năm 1970 dưới hình thức sáp nhập giữa các câu lạc bộ địa phương VV DOS, USV Elinkwijk và Velox. Kể từ đó câu lạc bộ đã vô địch ba giải cúp quốc gia KNVB Cup vào các năm 1985, 2003 và 2004, đồng thời giành được Johan Cruyff Shield vào năm 2004 với tư cách là câu lạc bộ đầu tiên ngoài Bộ ba truyền thống của Hà Lan. Utrecht cũng là câu lạc bộ duy nhất ngoài Bộ ba chưa bao giờ bị xuống hạng ở giải đấu hàng đầu Eredivisie.
Utrecht đã thi đấu 15 mùa giải ở châu Âu, lọt vào vòng bảng của UEFA Cup 2004–05 và UEFA Europa League 2010–11, kết quả tốt nhất ở châu Âu của họ.

## Danh hiệu

### Quốc gia
- Vô địch quốc gia (cấp độ cao nhất của bóng đá Hà Lan)
  - Vô địch: 1957–58 (với tên VV DOS)
  - Á quân: 1953–54 (với tên VV DOS)
- Vô địch khu vực (cấp độ cao nhất của bóng đá Hà Lan trước 1956–57)
  - Vô địch: 1953–54 (với tên VV DOS), 1955–56 (với tên USV Elinkwijk)
- Eerste divisie (cấp độ cao thứ hai của bóng đá Hà Lan)
  - Á quân: 1964–65 (với tên USV Elinkwijk)
- Tweede Divisie (cấp độ cao thứ ba của bóng đá Hà Lan)
  - Vô địch: 1961–62 (với tên Velox)
  - Á quân: 1969–70 (với tên Velox, cùng với FC Wageningen nhưng trận đấu quyết định không bao giờ diễn ra vì sáp nhập)
- KNVB Cup
  - Vô địch: 1984–85, 2002–03, 2003–04
  - Á quân: 1981–82, 2001–02, 2015–16
  - Khác: 2019–20 (trận chung kết bị hủy do đại dịch COVID-19)
- Johan Cruijff Schaal
  - Vô địch: 2004
  - Á quân: 2003

### Châu Âu
- Intertoto Cup/Summer Cup
  - Đồng vô địch: 1978

## Trang phục
| \| Giai đoạn \| Nhà sản xuất trang phục \| \| --------- \| ----------------------- \| \| 1971–1976 \| Le Coq Sportif \| \| 1976–1979 \| Puma \| \| 1979–1981 \| Pony \| \| 1981–1983 \| Admiral \| \| 1983–1989 \| Puma \| \| 1989–1995 \| Lotto \| \| 1995–2001 \| Reebok \| \| 2001–2009 \| Puma \| \| 2009–2012 \| Kappa \| \| 2012–2019 \| Hummel \| \| 2019–2023 \| Nike[3] \| \| 2023–nay \| Castore[4] \| |                         |
| Giai đoạn | Nhà sản xuất trang phục |
| 1971–1976 | Le Coq Sportif          |
| 1976–1979 | Puma                    |
| 1979–1981 | Pony                    |
| 1981–1983 | Admiral                 |
| 1983–1989 | Puma                    |
| 1989–1995 | Lotto                   |
| 1995–2001 | Reebok                  |
| 2001–2009 | Puma                    |
| 2009–2012 | Kappa                   |
| 2012–2019 | Hummel                  |
| 2019–2023 | Nike                    |
| 2023–nay | Castore                 |

## Cầu thủ

### Đội hình hiện tại
Tính đến ngày 22/8/2024.
Ghi chú: Quốc kỳ chỉ đội tuyển quốc gia được xác định rõ trong điều lệ tư cách FIFA. Các cầu thủ có thể giữ hơn một quốc tịch ngoài FIFA.
| Số | VT | Quốc gia | Cầu thủ                                |
| -- | -- | -------- | -------------------------------------- |
| 1  | TM | Hy Lạp   | Vasilis Barkas                         |
| 2  | HV | Bỉ       | Siebe Horemans                         |
| 3  | HV | Hà Lan   | Mike van der Hoorn                     |
| 5  | HV | Iceland  | Kolbeinn Finnsson                      |
| 6  | TV | Đan Mạch | Oscar Fraulo (mượn từ Mönchengladbach) |
| 7  | TV | Đan Mạch | Victor Jensen                          |
| 8  | TV | Đức      | Can Bozdoğan                           |
| 9  | TĐ | Hà Lan   | David Min                              |
| 10 | TV | Hoa Kỳ   | Taylor Booth                           |
| 11 | TĐ | Hà Lan   | Noah Ohio                              |
| 14 | TV | Iraq     | Zidane Iqbal                           |
| 15 | TĐ | Anh      | Adrian Blake                           |
| 16 | HV | Maroc    | Souffian El Karouani                   |
| 18 | TV | Hà Lan   | Jens Toornstra                         |

| Số | VT | Quốc gia    | Cầu thủ                               |
| -- | -- | ----------- | ------------------------------------- |
| 19 | TĐ | Bỉ          | Anthony Descotte (mượn từ Charleroi)  |
| 20 | TĐ | Pháp        | Yoann Cathline (mượn từ Lorient)      |
| 21 | TV | Hoa Kỳ      | Paxten Aaronson (mượn từ Frankfurt)   |
| 22 | TĐ | Tây Ban Nha | Miguel Rodríguez (mượn từ Celta Vigo) |
| 23 | HV | Đan Mạch    | Niklas Vesterlund                     |
| 24 | HV | Hà Lan      | Nick Viergever (đội trưởng)           |
| 25 | TM | Hà Lan      | Michael Brouwer                       |
| 27 | TV | Bỉ          | Alonzo Engwanda                       |
| 32 | TM | Hà Lan      | Tom de Graaff                         |
| 33 | TM | Hà Lan      | Kevin Gadellaa                        |
| 40 | HV | Bỉ          | Matisse Didden                        |
| 44 | HV | Hà Lan      | Joshua Mukeh                          |
| 46 | TV | Đan Mạch    | Silas Andersen                        |
| 77 | TĐ | Hà Lan      | Ole Romeny                            |

### Cho mượn
Ghi chú: Quốc kỳ chỉ đội tuyển quốc gia được xác định rõ trong điều lệ tư cách FIFA. Các cầu thủ có thể giữ hơn một quốc tịch ngoài FIFA.
| Số | VT | Quốc gia | Cầu thủ                                                  |
| -- | -- | -------- | -------------------------------------------------------- |
| —  | TM | Hà Lan   | Mattijs Branderhorst (tại Fortuna Sittard đến 30/6/2025) |

### Số áo giữ lại
| Số | Vị trí | Cầu thủ          | Từ   | Lý do               |
| -- | ------ | ---------------- | ---- | ------------------- |
| 4  | DF     | David Di Tommaso | 2005 | Danh hiệu truy tặng |

## Ban huấn luyện
| Chức vụ                | Tên             |
| ---------------------- | --------------- |
| Huấn luyện viên trưởng | Ron Jans        |
| Trợ lý HLV             | Rob Penders     |
| Trợ lý HLV             | Twan Scheepers  |
| HLV thủ môn            | Harald Wapenaar |
| HLV cá nhân            | Willem Janssen  |
| HLV cá nhân            | Jacob Mulenga   |